# Стежару (Тулча)
Стежару (рум. Stejaru) — село у повіті Тулча в Румунії. Входить до складу комуни Стежару.
Село розташоване на відстані 197 км на схід від Бухареста, 49 км на південний захід від Тулчі, 66 км на північ від Констанци, 83 км на південний схід від Галаца.

## Населення
За даними перепису населення 2002 року у селі проживали 872 особи, з них 868 осіб (99,5%) румунів. Рідною мовою 870 осіб (99,8%) назвали румунську.